# Trula Hoosier
Trula Hoosier (1990 óta férjezett neve: Trula M. Marcus, illetve Trula Marcus, IMDb szerint: Trula Hoosier Marcus; Columbus, Ohio állam, 1960. szeptember 21.) amerikai színésznő. Számos forrás keveri Nathalie Kelley ausztrál színésznővel a Halálos iramban: Tokiói hajsza stáblistája miatt.

## Élete
Az Ohio állam államban működő London City Schools zenei tagozatán végezett 1978-ban, majd a Wright Állami Egyetemen (Wright State University) diplomázott.
Első filmszerepét Gothár Péter Tiszta Amerika című filmjében játszotta, és szerepelt Gárdos Péter A brooklyni testvér című filmjében is.
1990-ben ment férhez Gary S. Marcushoz, aki a Tiszta Amerika rendező asszisztense volt.
Számos színházi, film- és televíziós szerepet játszott el, köztük négy éven keresztül Evie Sharpe-ot alakította a Guiding Light című CBS-en sugárzott televíziós filmsorozatban.
Volt vendégszereplő olyan tévéfilmsorozatban is mint a Star Trek: Deep Space Nine, a Dream On és a Knots Landing.
Szerepelt olyan mozifilmekban mint a Mesék a járdán (Sidewalk Stores), Csak semmi érzelem (Strictly Business), Max 3000 – Az ember legjobb barátja (Man's Best Friend), Az esőcsináló (The Rainmaker), Halálos iramban: Tokiói hajsza (The Fast and the Furious: Tokyo Drift), Lepattintva (Forgetting Sarah Marshall), A dolgok állása (State of Play), Utódomra ütök (Little Fockers) és más filmekben.

## Színész
Trula Hoosier néven
- 1987 – Tiszta Amerika (magyar-nyugatnémet filmdráma, rendezte: Gothár Péter) ... Jude
- 1989 – Alexa (amerikai filmdráma, rendezte: Sean Delgado) ... Cleo
- 1989 – Mesék a járdán (Sidewalk Stories, amerikai vígjáték, rendezte: Charles Lane) ... Anya
- 1991 – Daughters of the Dust (brit-amerikai romantikus történelmi filmdráma, rendezte: Julie Dash) ... Trula
- 1991 – A Szomorú Kávéház balladája (The Ballad of the Sad Cafe, brit-amerikai vígjáték, rendezte: Simon Callow) ... Townspeople

Trula Hoosier Marcusként: (csak imdb használja ezt a névváltozatot?)
- 1991 – Csak semmi érzelem (Strictly Business, amerikai romantikus vígjáték, rendezte: Kevin Hooks és Rolando Hudson) ... Fiatal anya

Trula M. Marcus néven
- 1990 – Guiding Light (amerikai romantikus tévéfilmsorozat)[5] ... Evie
- 1993 – Knots Landing (amerikai romantikus tévéfilmsorozat) Farewell, My Lovely című epizód (14. évad 13. rész, rendezte: Nicholas Sgarro) ... Asszony
- 1993 – Dream On (119 részes amerikai televíziós vígjáték sorozat), Depth Be Not Proud című epizód (4. évad 3. rész, rendezte: Peter Baldwin) ... Kelly (mint Trula Marcus)
- 1993 – Max 3000 – Az ember legjobb barátja (Man's Best Friend, amerikai sci-fi horrorfilm, rendezte: John Lafia)... Annie
- 1994 – Star Trek: Deep Space Nine (173 részes amerikai sci-fi televíziós filmsorozat) Shadowplay című epizód (2. évad 16. rész, rendezte: Robert Scheerer) ... Falusi nő
- 1995 – A brooklyni testvér (The Brother from Brooklyn, magyar vígjáték, rendezte: Gárdos Péter) ... Shirley
- 1995 – Working for Harry (amerikai rövidfilm, rendezte: Gary Marcus[6]) ... Samantha
- 1996 – Égimeszelés (Sunset Park, amerikai sportfilm, rendezte: Steve Gomer) ... Marisa (mint Trula Marcus)
- 1997 – Egyéjszakás kaland (One Night Stand, amerikai romantikus filmdráma, rendezte: Mike Figgis) ... Vendég
- 1997 – Az esőcsináló (The Rainmaker, amerikai-német bűnügyi filmdráma, rendezte: Francis Ford Coppola) ... Eladónő az ékszerésznél (mint Trula Marcus)
- 1998 – Majd elválik (Operation Splitsville, amerikai vígjáték, rendezte: Lynn Hamrick) ... Leo mamája
- 2005 – A titkok kulcsa (The Skeleton Key, amerikai-német horrorfilm, rendezte: Iain Softley) ... Trula nővér (mint  Trula Marcus)
- 2006 – Halálos iramban: Tokiói hajsza[4] (The Fast and the Furious: Tokyo Drift, amerikai-német-japán bűnügyi akciófilm, rendezte:  Justin Lin) ... Amerikai matek tanárnő (mint Trula Marcus)
- 2007 – The Grand (amerikai vígjáték, rendezte: Zak Penn) ... Front Desk Clerk (mint Trula Marcus)
- 2008 – Lepattintva (Forgetting Sarah Marshall, amerikai romantikus vígjáték, rendezte: Nicholas Stoller) ... Lawyer on 'Crime Scene' (mint Trula Marcus)
- 2009 – A dolgok állása (State of Play, amerikai-brit-francia misztikus bűnügyi filmdráma, rendezte: Kevin Macdonald) ... Carol (mint Trula Marcus)
- 2010 – Utódomra ütök (Little Fockers, amerikai romantikus vígjáték, rendezte: Paul Weitz) ... Stage Producer (mint Trula Marcus)
- 2019 – The Mandalorian (kilenc részes amerikai sci-fi akció tévéfilmsorozat, 4., Sanctuary című rész, rendezte: Bryce Dallas Howard) ... Sorgan farmer #5

## Harmad-rendezőasszisztens
- 1991 – A Szomorú Kávéház balladája (The Ballad of the Sad Cafe, brit-amerikai vígjáték, rendezte: Simon Callow) (mint Trula Hoosier)

## Producer
- 1993 – Rhythm Thief (amerikai filmdráma, rendezte: Matthew Harrison) (mint associate producer)

## Író
- 1995 – Working for Harry (amerikai rövidfilm, rendezte: Gary Marcus[6])

## Video játék hang
- 2004 – World of Warcraft (mint Trula Hoosier?)

## Díjak
- 1985 – Princess Grace Alapítvány – Initial Award
- 1991 – Sundance Film Festival: Excellence in Cinematography Award (Daughters of the Dust)